# Villar de Argañán
Villar de Argañán település Spanyolországban, Salamanca tartományban. Villar de Argañán Villar de la Yegua, Castillejo de Martín Viejo, Saelices el Chico, Gallegos de Argañán, La Alameda de Gardón és Aldea del Obispo községekkel határos. Lakosainak száma 98 fő (2024).

## Népesség
A település népessége az elmúlt években az alábbi módon változott:
| Lakosok száma | 118  | 105  | 99   | 94   | 101  | 95   | 87   | 98   | 99   | 98   |
|               | 2001 | 2004 | 2007 | 2009 | 2012 | 2014 | 2017 | 2019 | 2022 | 2024 |